# Podział administracyjny Hagi

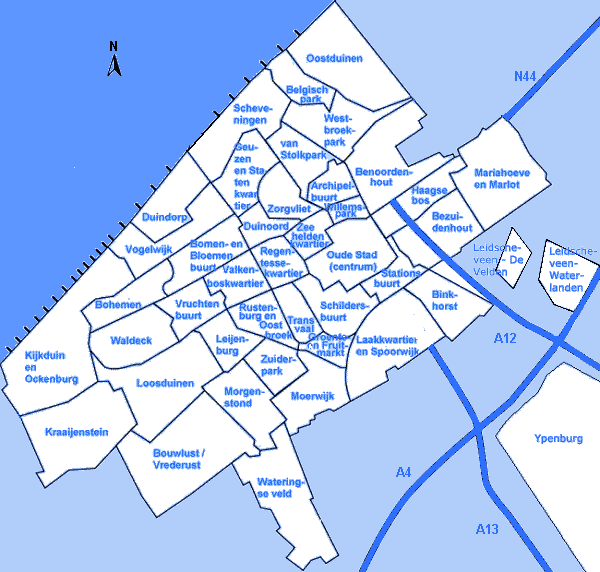
Dzielnice i osiedla Hagi

Miasto Haga administracyjnie jest jedną z 355 europejskich gmin holenderskich. Oficjalna nazwa to – Gemeente 's-Gravenhage. Haga jest podzielona na 8 dzielnic (Stadsdeel) i 44 osiedla (Wijk). Haga jest stolicą prowincji Holandia Południowa, jednej z 12 europejskich prowincji Holandii. Haga jest siedzibą parlamentu i rządu Królestwa Holandii oraz jest miejscem zamieszkania i urzędowania głowy państwa Króla Wilhelma-Aleksandra.

## Lista dzielnic i osiedli
- Centrum
  - Archipelbuurt en Willemspark
  - Centrum
  - Stationsbuurt
  - Zeeheldenkwartier
  - Schilderswijk
  - Transvaal en Groente- en Fruitmarkt
- Escamp
  - Bouwlust en Vrederust
  - Leyenburg
  - Moerwijk en Zuiderpark
  - Morgenstond
  - Rustenburg en Oostbroek
  - Wateringse Veld
- Leidschenveen-Ypenburg
  - Leidschenveen en Forepark
  - Ypenburg en Hoornwijk
- Laak
  - Laakkwartier, Spoorwijk en Binckhorst
- Loosduinen
  - Loosduinen
  - Kraayenstein
  - Kijkduin en Ockenburgh
  - Bohemen en Meer en Bos
  - Waldeck
- Haagse Hout
  - Benoordenhout
  - Mariahoeve, Marlot en Haagse Bos
  - Bezuidenhout
- Scheveningen
  - Duttendel, Belgisch- en Van Stolkpark
  - Duindorp
  - Duinoord en Zorgvliet
  - Geuzen- en Statenkwartier
  - Scheveningen Bad, Dorp en Haven
- Segbroek
  - Bomen- en Bloemenbuurt
  - Regentessekwartier
  - Valkenboskwartier en Heesterbuurt
  - Vogelwijk
  - Vruchtenbuurt